# Prairie (agriculture)
Pour les articles homonymes, voir Prairie.
« Pré » redirige ici. Pour les autres significations, voir Pré (homonymie).
Une prairie agricole, pâture, ou pré, est une zone enherbée en plantes fourragères, principalement composée de graminées et de légumineuses, cultivée ou non, destinée à être pâturée (directement consommée par les animaux domestiques) ou fauchée pour produire du fourrage (dans ce dernier cas, on parle plutôt de « pré de fauche »).
Ces milieux rappellent, plus ou moins selon leur degré de naturalité, les prairies sauvages (vastes surfaces majoritairement et naturellement couvertes de graminées), ou certaines pelouses naturelles.

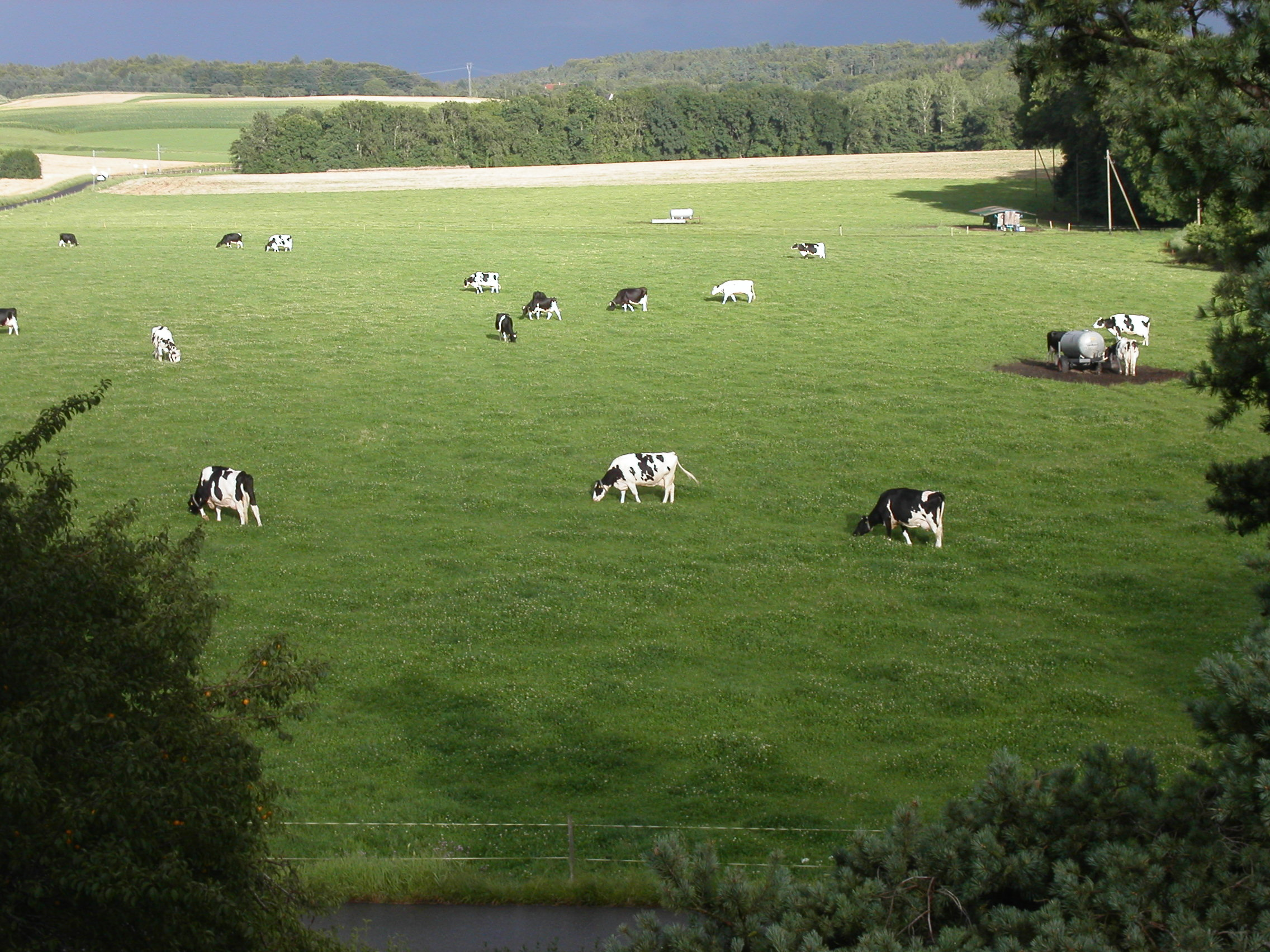
Pâtures à vaches, dans un contexte rural boisé.

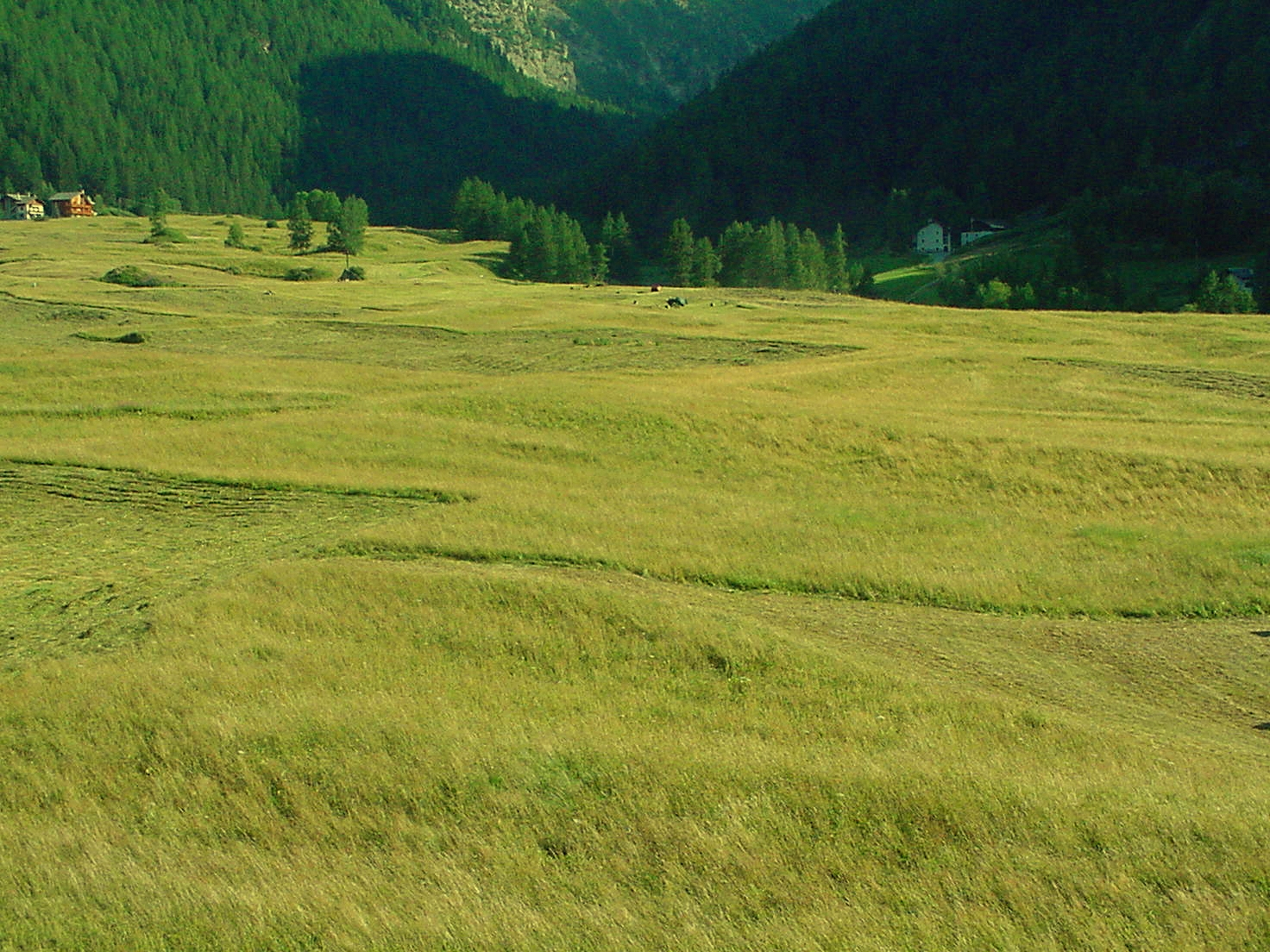
Pré de fauche (à Cogne, en Italie).

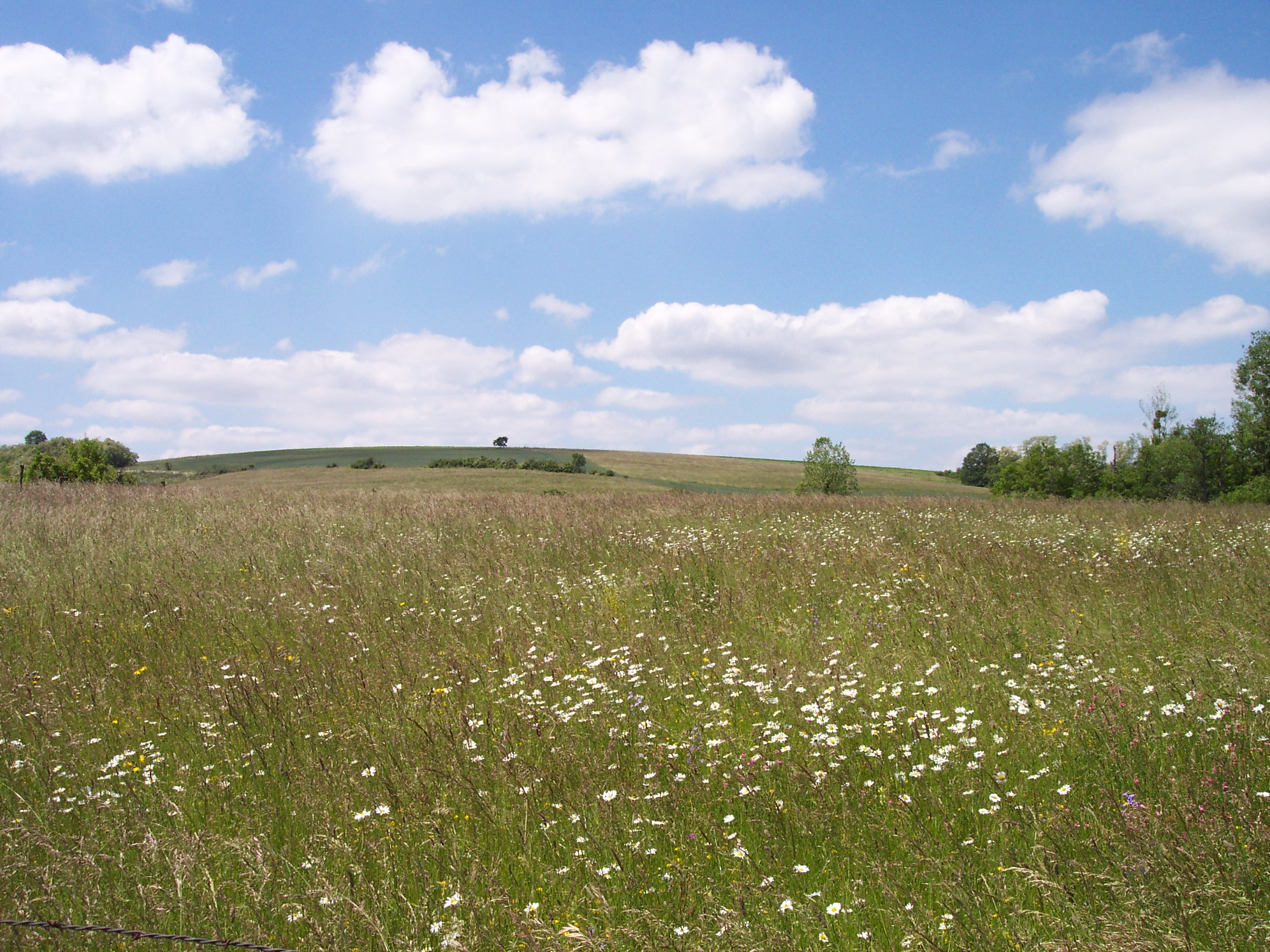
Prairie en fleur prête à être fauchée (à Roville-devant-Bayon, Meurthe-et-Moselle).

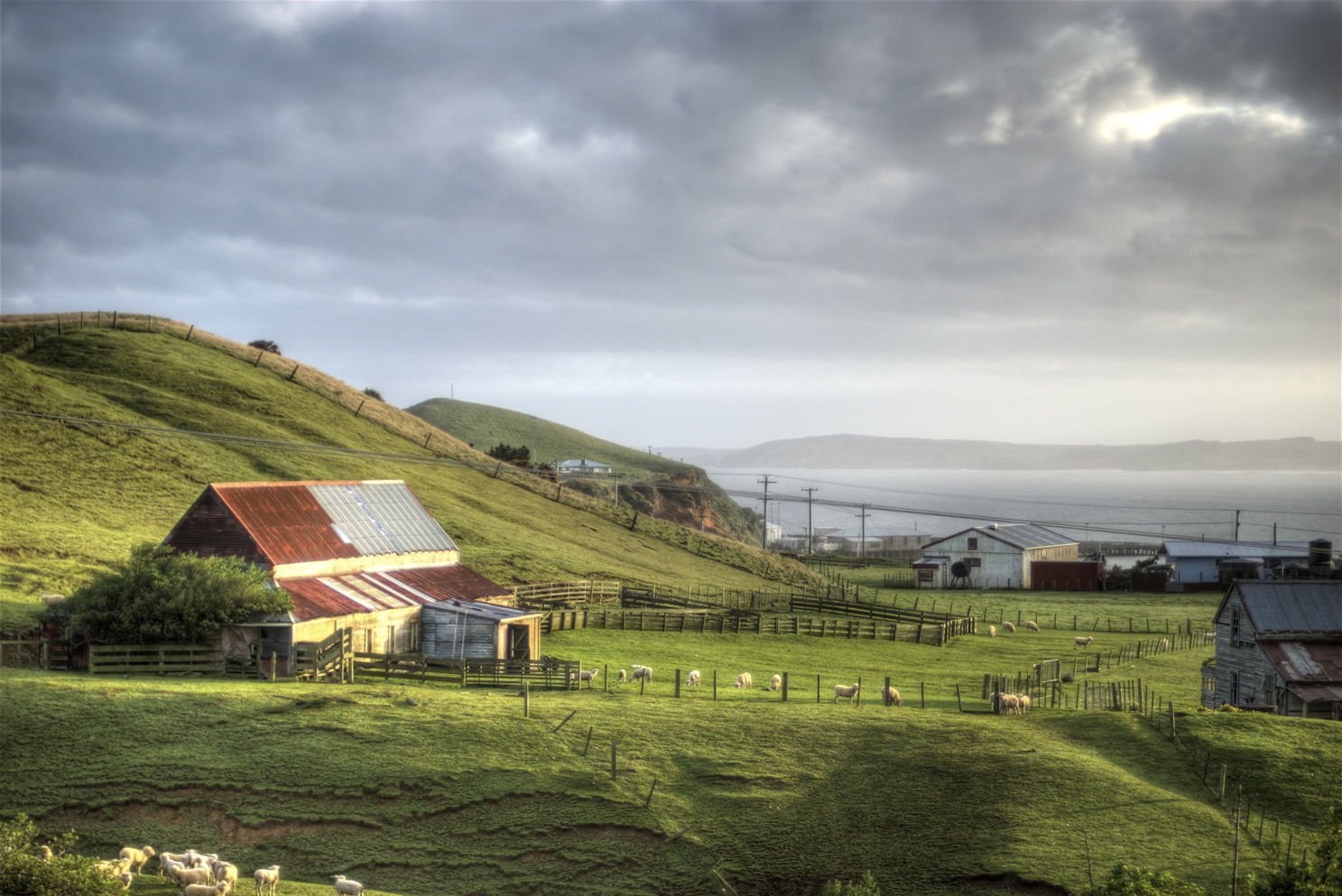
Le passage répété d'animaux sur de fortes pentes peut contribuer à une légère érosion ou à l'apparition de structure en terrasses.

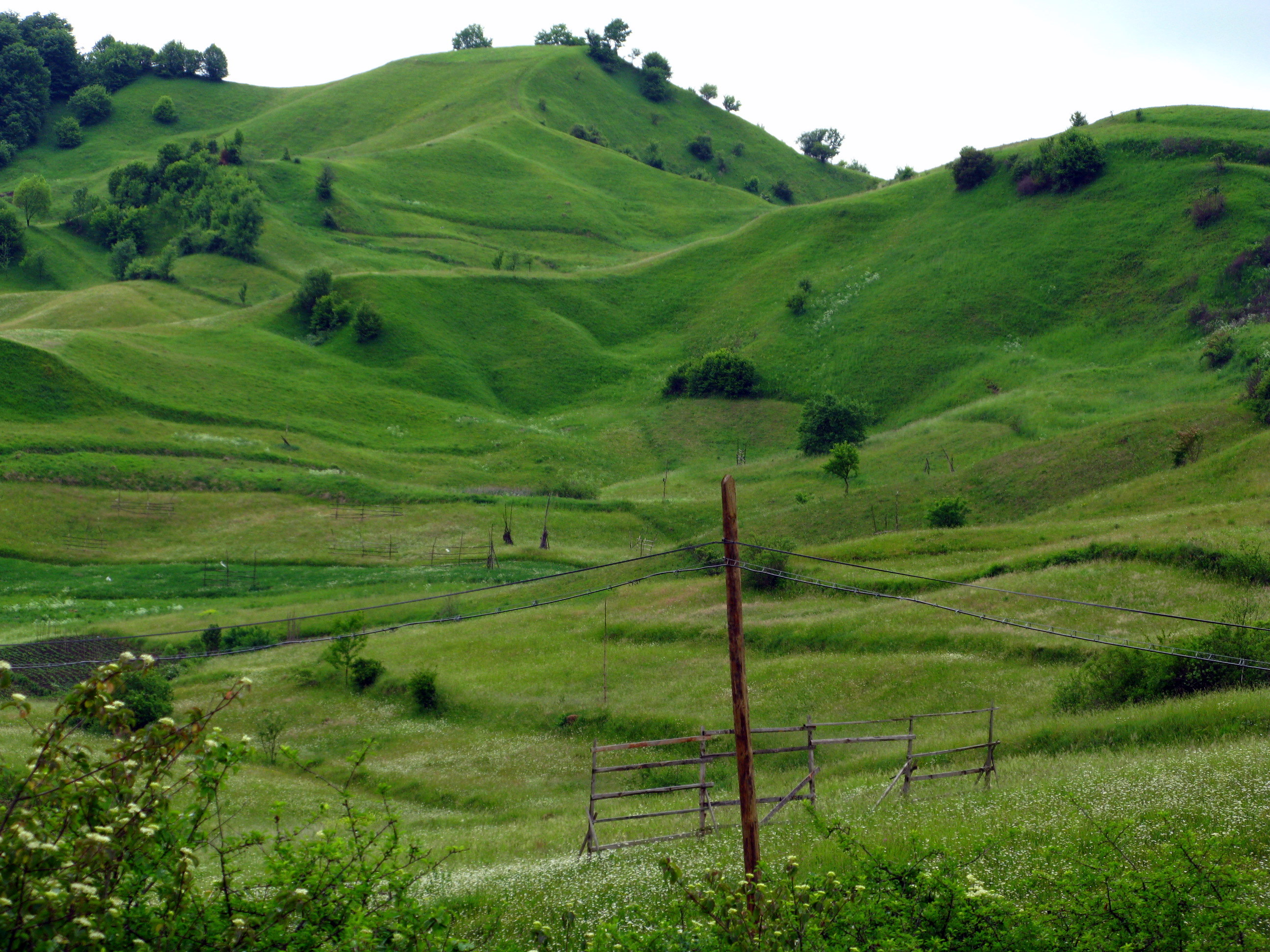
Paysage culturel constitué de prés de fauche, entretenus à la main, dans les montagnes des environs de Bocicoel, dans les monts Maramureş (Judeţ de Maramureş, dans les Carpates orientales en Roumanie du nord). Après le recul de la forêt, la fauche entretient une strate herbacée différente de celle de la forêt, mais pouvant en contenir des reliques. Ces prés conservent un haut niveau de biodiversité.

## Histoire
En France, le système prairial agricole que nous connaissons s'est développé, dès le XVIe siècle avec le mouvement des renclôtures puis la privatisation des prés communaux lors des révolutions agricoles. Dans certaines régions (Bretagne, Normandie notamment), il est associé au bocage, et aussi à la culture d'arbres fruitiers de haute tige.
Les statistiques françaises de 1840 donnent pour la France métropolitaine 21 729 102 ha de pâtis, pâturages. Si l'on retranche de cette superficie 5 774 745 ha de prairies naturelles et artificielles, il reste donc 15 954 357 ha. ou 30,2 % de la superficie totale de la France en jachères, pâtures et pâtis, étendue considérable qui est à la disposition de l'agriculture, mais comme le pressent Paul Becquerel, « il arrivera un temps, en raison de l'accroissement de population, où il n'existera plus de jachères, ni de landes cultivables ». La France occupe ainsi au milieu du XIXe siècle une position moyenne en Europe pour son taux de forêt, et « c'est un des États de l'Europe qui comptent le plus de pâturages, de pâtis et de landes ».
Avec l'augmentation de taille des propriétés agricoles, les remembrements détruisent de nombreux fossés, talus, haies et bocages, ce qui bouleverse la configuration et la disposition des prairies, ainsi que les microclimats qui les caractérisaient.

## Types de prairie
On parle de prairies pour des surfaces enherbées sur plusieurs années. Selon la durée de cette prairie, les espèces semées et les objectifs, plusieurs types peuvent être distingués :
- Selon la durée et la composition :
  - prairie temporaire[2] :  ensemencée en graminées fourragères (ray-grass anglais, ray-grass d'Italie, ray-grass hybride, fétuque élevée, fétuque des prés, dactyle, brome, fléole des prés...) ou en légumineuses fourragères[3] (luzerne, trèfle violet, trèfle blanc, sainfoin, trèfle incarnat, lotier...) en culture pure, ou en association simple (une graminée et une légumineuse) ou en mélange plus complexe de 3 à 10 espèces de graminées et des légumineuses fourragères pour une durée courte (1 à 3 ans) ou plus longue (3 à 5 ans), etc.
  - prairie artificielle : ensemencée exclusivement avec des légumineuses fourragères (luzerne, trèfle violet, sainfoin, trèfle incarnat, etc.) pour une durée de 2 à 5 ans et qui rentre généralement dans un assolement. Ce terme est maintenant peu usité.
  - prairie permanente : semée depuis longtemps (plus de cinq ans) avec une ou diverses espèces de graminées et éventuellement de légumineuses. Les prairies permanentes améliorées ont une valorisation plus intensive que les prairies permanentes (fertilisation, chargement, rendement)[4],
  - prairie semi-naturelle : prairie permanente comportant des espèces de graminées indigènes et diverses espèces herbacées, éventuellement en présence de broussailles, d'arbres ou de bosquets[4],
  - parcours : vastes étendues dominées par des espèces indigènes pâturées, clôturées ou non[4],
  - prairie naturelle : engazonnée naturellement depuis de nombreuses années.
- Selon l'objectif
  - prairie destinée à la pâture,
  - prairie mixte destinée à la pâture et à la fauche,
  - prairie de fauche pour le foin ou l'ensilage en tas ou avec enrubannage (boules entourées de film plastique).

Les prairies peuvent également être qualifiées selon leur situation et leurs environnement :
- Les prairies bocagères peuvent relever des types précédents, elles sont simplement caractérisées par le fait qu'elles s'inscrivent écopaysagèrement dans un réseau dense et maillé de haies, le bocage.
- Les  prairies humides (inondées ou gorgées d'eau en hiver) en pâturage extensif, sont des habitats de zone humide généralement riches en biodiversité utilisés par des herbivores, mais avec une pression de pâturage modérée et contrôlée[5]. Ces prairies sont très utiles à la régulation des cours d'eau, notamment pour la prévention des inondations. Elles semblent être un outil intéressant pour la gestion écologique et l'entretien des zones humides, car elles sont l'un des moyens permettant d'entretenir des mosaïques d'habitats en milieux plus ou moins ouverts. Cette gestion restauratoire[6] a pour objectif de faire faire par des animaux domestiques ou semi-domestiques le travail des grands herbivores sauvages qui limitaient l'extension des couverts forestiers en permettant la floraison de nombreuses autres espèces végétales non ligneuses au sol. Une pression suffisante pour éviter la pousse des arbres permet aussi de limiter l'évapotranspiration et la baisse de nappe qu'implique souvent l'enfrichement des petites zones humides ou le comblement rapide des zones humides par les feuilles mortes. Ces milieux sont encouragés en Europe par les mesures agroenvironnementales dans le cadre de la politique agricole commune (PAC).
- Les prairies sèches occupent généralement les coteaux thermophiles et secs. Elles ont une faible valeur agronomique mais par contre une grande richesse floristique. Ces milieux devenus rares ne sont plus que les résidus des espaces non mécanisables autrefois parcourus par les ruminants (majoritairement les ovins). Les nombreuses espèces végétales qui y sont liées, dont certaines sont protégées, tendent alors à se raréfier et à disparaître[7].

## Types de pâturages

### Pâturage libre extensif
Le pâturage libre extensif consiste à laisser en permanence le troupeau sur l’ensemble de la surface de la prairie. Il est peu productif même avec une fertilisation azotée modérée. La croissance et la consommation du fourrage s’effectuent au même moment et sur la même surface : ce qui interfère sur la pousse de l'herbe et sa qualité nutritionnelle. Il est impératif de trouver un équilibre entre la croissance de l'herbe et la consommation : la charge de bétail est faible. Il se crée des zones sur-pâturées où les bonnes espèces s’épuisent et finissent par disparaître, et des zones sous-pâturées où l’apparition de refus est inévitable. Ce système entraîne un gaspillage de l’herbe au printemps et conduit à la dégradation de la prairie.

### Pâturage tournant par parcellement
Le pâturage tournant par parcellement demande la division de la surface à pâturer en un certain nombre de parcelles de façon que le bétail effectue une rotation sur chacune d’elles au moment où l’herbe est au stade idéal de pâture (quantité, qualité et utilisation par l’animal).
Les temps de repos (intervalle entre deux passages successifs du bétail) varient entre environ 3 semaines au printemps et 5 semaines en été et en arrière-saison. Le temps d’occupation devrait idéalement être de 3 à 4 jours par parcelle pour des vaches laitières et au maximum 5 à 7 jours. La taille de la parcelle dépendra du cheptel, il faut compter entre 75 et 100 m2 par vache et par jour. Une fertilisation azotée permet une diminution du temps de repos, mais attention aux effets négatifs de l’apport excessif d’azote. En effet, les engrais pouvant se disperser par lixiviation, il faut éviter les excès, puis au printemps, ne pas apporter d’azote avant d’avoir atteint la somme des températures nécessaire pour le départ de la végétation, selon la règle des 200 degrés cumulés pour le lieu géographique de la prairie.
Ce système de pâturage possède de nombreux avantages. En effet, il est facile de soustraire une parcelle avec beaucoup d'herbe au printemps pour la réserver à une coupe en fauche. On réduit ainsi le gaspillage de l’herbe. Les temps de repos sont variables selon la saison, permettant une production maximale de la prairie et une alimentation correcte des animaux. L’ébousage, la fauche des refus et l’application rationnelle de la fumure azotée après le passage des animaux sont de bons moyens de conserver une prairie de qualité. Ce système est très productif et permet des charges de bétail élevées tout en maintenant la flore dans un état satisfaisant.

### Pâturage rationné
Le pâturage rationné consiste à mettre à disposition, à l’aide d’une clôture électrique, la ration nécessaire au troupeau sur la base de 75 à 100 m2 par vache et par jour. Il faut disposer un fil avant et un fil arrière pour éviter le sur-pâturage des jeunes repousses. Ce système est bien adapté à des vaches laitières hautes productrices.
C’est également une solution pour éviter le gaspillage des fourrages de grande hauteur (graminées en cours de montaison, mélanges avec de la luzerne, etc.) ou éviter les risques liés à une surconsommation, notamment pour certaines légumineuses au printemps (météorisation).
Le pâturage rationné, sans fil arrière, peut être recommandé pour les parcelles d’un pâturage tournant lors de la croissance de l’herbe au printemps.

### Pâturage continu intensif
Le pâturage continu intensif consiste à laisser le troupeau pâturer en permanence l’ensemble de la prairie. Le principe est le même que le pâturage libre extensif mais la charge de bétail est plus élevée (minimum 4 vaches par hectare) et les apports d’azote plus importants. L’apport d’azote doit être effectué toutes les 3 à 4 semaines sur de l’herbe non mouillée (l’engrais ne doit pas coller aux plantes). La charge de bétail doit être adaptée régulièrement suivant la production d’herbe (6 à 8 bêtes / ha au printemps contre 4 à 5 en été).
Comme pour les autres pâturages, l’excédent au printemps sera réservé pour une fauche précoce puis rendue au pâturage une fois la repousse avancée.
Ce système permet une économie de main d’œuvre. La production laitière est régulière et la tranquillité du troupeau est visible. De même, on constate une diminution des frais d’entretien (clôtures, ébousages, fauche des refus,...).
Les inconvénients sont des temps de repos trop courts pour permettre une bonne valorisation de l’azote. Cette baisse de productivité primaire doit être compensée par des apports plus élevés d’engrais azoté. Si aucune fauche pour de l’ensilage n’est réalisée, il est difficile de gérer la pousse explosive de l’herbe au printemps. Ce type de pâturage nécessite de disposer d’un seul bloc de prairies (2 au maximum, de superficie égale, et pâturés alternativement chaque jour).

### Prairie-pharmacie
C'est une parcelle qui a été volontairement plantée en un mélange de plantes ; les unes destinées à enrichir le sol et les autres choisies pour leurs vertus médicinales. Le principe est que les animaux sont dans une certaine mesure capable de trouver des plantes médicinale. Le bétail est mis périodiquement en pâture dans la parcelle et chaque animal choisit instinctivement les plantes qui le soigneront. Une entreprise anglaise propose un mélange prêt à planter de 17 plantes[réf. à confirmer]•[source insuffisante].

### Zéro-pâturage
Le zéro-pâturage est un système dans lequel il n’y a pas de pâturage par le bétail. L’herbe est coupée et affouragée en vert (coupe directe) ou conservée afin d’éviter les pertes par piétinement et les gaspillages. Les bêtes ne sortent de l’étable que sur des parcelles « d’exercice », c’est-à-dire souvent quelques ares derrière la stabulation. Cette technique est coûteuse en main d’œuvre et en mécanisation.

## Cortège floristique
Le cortège floristique des prairies peut être plus ou moins diversifié selon la zone géographique considérée, selon le type de prairie, son âge et son mode d'exploitation.

La richesse floristique dépend beaucoup de la naturalité de la prairie, de la nature du sol et du climat. C'est dans les prairies permanentes et sur sols pauvres que la flore est la plus riche en nombre d'espèces, dépassant parfois les 300 espèces de végétaux par hectare (vieux prés communaux en France, prairies de moyenne montagne dans les pays de l'est de l'Europe). Les sols très enrichis (surpâturage, fertilisation trop importante) favorisent au contraire un faible nombre de plantes nitrophiles de milieux eutrophes qui croissent très vite (grande ortie, rumex, cirse). Les prairies pâturées sont dominées par des plantes assez basses, adaptées au piétinement et à l'abroutissement (ray-grass, crételle des prés, entre lesquelles se développent le trèfle blanc, la pâquerette, le pissenlit, des plantains en cas de fort piétinement, des joncs dans les prairies humides). Les prairies fauchées sont dominées par des graminées sociales à fort pouvoir de recouvrement accompagnées par de nombreuses plantes à fleurs, favorisées par l'exportation des produits de coupe.
La proportion relative de graminées et de légumineuses, et parmi celles-ci d'espèces productives, est une caractéristique importante des prairies. On considère que la présence de l'ordre de 70 % de graminées et 20 % de légumineuses est un optimum agricole en zone tempérée (France par exemple).
Sur de faibles surfaces, la biodiversité végétale des prairies anciennes tempérées peut être très élevée. Une étude de 2012 a montré que pour de petites surfaces (moins de 50 m2) entretenues par tonte, pâturage, fauche ou feux, en zone tempérée, les prairies fleuries permanentes européennes, avec jusqu'à 89 espèces par mètre carré, contiennent davantage d'espèces de plantes (richesse spécifique) que l'Amazonie. Sur de grands espaces (>100 m2), la diversité floristique est cependant bien plus élevée en zone tropicale ou équatoriale au Costa Rica, en Colombie et Équateur (jusqu'à 942 espèces différentes de plantes par hectare en Équateur). La richesse en champignons microscopiques, souvent symbiotes ou décomposeurs des plantes, est également élevée.
Les prairies évoluent naturellement vers des formations de mégaphorbiaie, de fruticée (arbustes épineux tels que les prunelliers ou les aubépines qui forment le stade pré-forestier) et enfin de forêt. Dans les secteurs les plus humides, la succession végétale typique est la roselière ou la cariçaie qui évoluent plus ou moins lentement vers le boisement (saulaie marécageuse, aulnaie-frênaie ou saulaie blanche).
La présence de certaines espèces (bioindicateurs) et leur fréquence relative donnent des indications sur les caractéristiques du sol ainsi que sur le mode d'exploitation. Une analyse de cette flore, qui nécessite un inventaire floristique, est nécessaire pour apprécier sa valeur et chercher le cas échéant à l'améliorer (notion de patrimoine naturel).

### Flore des prairies semi-naturelles ou cultivées
En zone tempérée, les prairies sauvages ou permanentes et extensives (avec une faible chargement) peuvent abriter jusqu'à une centaine d'espèces de plantes par hectare, et diverses espèces de champignons.
La présence de haies, mares, berges, ruisseaux ou tourbières enrichissent la diversité floristique de ces prairies.
Les prairies cultivées (semées) ou destinées aux élevages plus intensifs contiennent notamment les espèces suivantes (parfois spontanées) :

#### Poacées ou anciennement Graminées
- Brome
- Dactyle pelotonné
- ×Festulolium
- Fétuque élevée
- Fétuque des prés
- Fléole des prés
- Pâturin des prés
- Ray-grass anglais
- Ray-grass d'Italie
- Ray-grass hybride

#### Fabacées ou anciennement légumineuse
- Lotier corniculé
- Luzerne cultivée
- Sainfoin cultivé
- Trèfle blanc
- Trèfle d'Alexandrie
- Trèfle de Micheli
- Trèfle hybride
- Trèfle incarnat
- Trèfle des prés

## Cortège faunistique
Le cortège faunistique est influencé par les facteurs suivants :
- la pression de pâturage ;
- le type d'herbivores présent ;
- l'âge de la prairie et son caractère permanent ou non ;
- le degré de naturalité (de la clairière pâturée aux prairies cultivées, en passant par les savanes, landes, prairies tourbeuses, vaines pâtures, coteaux calcaires, etc.) ;
- le contexte écopaysager plus ou moins maillé et riche en biodiversité (openfields, bocage,…), et la présence ou proximité de bandes enherbées, cours d'eau ou mares, la proximité de forêts ou de lisières forestières, etc.

Par exemple la composition des populations d'araignées épigées, d'opilions ou de pseudoscorpions d'une strate herbacée, et par extension celle des populations d'insectes et d'acariens, seront très différentes selon le type de gestion.

## Impacts
Un pâturage extensif naturel par les grands herbivores a existé pendant des millions d'années, et subsiste encore très localement dans les écosystèmes non anthropisés (parcs nationaux en général). Les populations de grands herbivores (mammouths, bisons, aurochs, etc.) y étaient régulées par les grands prédateurs carnivores (lions, tigres, loups, lynx, pumas, etc.).
Le pâturage (itinérant ou en enclos) par les éleveurs a des impacts écologiques positifs quand certaines de ses fonctions se substituent à celles du pâturage naturel, en particulier dans des contextes tels que l'environnement bocager. Mais il a aussi localement justifié la déforestation (notamment en Amazonie et dans certains pays africains depuis plusieurs décennies), et le surpâturage est une cause de dégradation et érosion des sols en zone aride.
Localement, les médicaments, vétérinaires en l’occurrence (ivermectine en particulier), ont un impact environnemental important en limitant le nombre d'espèces pouvant survivre en leur présence. Entre autres effets elle tue par exemple de nombreux coprophages, qui ne peuvent plus dégrader les bouses aussi rapidement que dans la nature. Les eaux bordant les pâturages intensifs ou semi-intensifs sont polluées par les médicaments (antibiotiques notamment) qui ne sont pas traités par les stations d’épuration et induisent de graves dysfonctionnements dans le monde animal y compris chez l'homme.
Les prairies destinées à la fauche ou au pâturage intensif ou semi-intensif sont également avides d'engrais, en particulier de potasse qui est couramment recommandée et épandue pour ce type d'occupation du sol,. La pollution par les phosphates (dite pollution phosphorée) au Royaume-Uni supplante le problème de pollution azotée qui prime dans la plupart des autres pays européens, citant un problème d'érosion plus important.
En bordure de cours d'eau, outre la pollution phytosanitaire et médicamenteuse de l'élevage intensif ou semi-intensif, le pâturage contribue aussi à l'érosion des berges à des degrés divers selon le type de sol, les saisons, la pression de pâturage ou la durée des cycles de présence des animaux.
Les zones tampons « mixtes » (associant ripisylve et bande enherbée) peuvent limiter cette érosion des berges et apporter de nombreux autres avantages économiques et aménitaires.
Les contributions des prairies à la qualité de l'eau, à la biodiversité et à la lutte contre le réchauffement climatique par le stockage du carbone, sont essentielles pour l'environnement. Face au changement climatique, le drainage des prairies humides recommandé dans les années 1970, cède la place à des opérations de dédrainage pour restaurer leur qualité fourragère et préserver la ressource en eau.  

## Menaces
En Europe, les prairies ont depuis les années 1960 beaucoup reculé en Europe de l'Ouest puis dans l'Union européenne, du fait de l'augmentation croissante des surfaces boisées (en moyenne et basse montagne principalement) et de la périurbanisation qui se fait souvent dans les vallées où étaient concentrées les prairies.
En France métropolitaine, la prairie (et surtout la prairie permanente) est le milieu semi-naturel qui a depuis les années 1970 le plus reculé selon l'Institut français de l'environnement (IFEN). Elles avaient déjà perdu 900 000 ha (7 % de leur superficie) en 11 ans, de 1992 à 2003.
Leur régression est moins rapide depuis les années 2000, mais elles continuent à disparaître même dans des endroits théoriquement protégés ; cette régression s'est poursuivie depuis : la prairie est le milieu qui régresse le plus vite en France métropolitaine, c'est le « principal milieu naturel métropolitain détruit par artificialisation » entre 2000 et 2006 avec 13 583 ha perdus par artificialisation en 6 ans ; elles sont remplacées par des lotissements et des boisements. Selon l'IFEN, de 1999 à 2000, elles ont encore reculé dans les parcs naturels régionaux (PNR), mais moins que dans leurs territoires périphériques ; la perte la plus importante de prairie entre 1990 et 2000 dans les PNR en France est enregistrée dans le parc naturel régional de Scarpe-Escaut, qui a perdu 1,13 % de sa superficie de prairies en 10 ans, soit 8 fois plus que la moyenne des autres parcs nationaux de France (moyenne nationale = 0,14 %). Ce parc semble avoir freiné ces pertes puisqu'elles ont été trois fois plus importantes dans les territoires périphériques (0,35 % dans la bande d'1 km entourant ce PNR) (moyenne nationale = 0,19 % de perte dans cette même bande pour les autres PNR). Il n'y a que dans les cœurs de parcs nationaux et dans les espaces du Conservatoire du littoral qu'elles n'ont pas régressé durant cette même période.
Les surfaces en herbe subsistent essentiellement en zones de montagne où elles sont utiles à l'élevage et jouent un rôle important de prévention des risques naturels. Elles ont disparu le plus rapidement dans les lieux où elles étaient déjà rares et où elles jouaient un rôle de refuge pour de nombreuses espèces.
De 2000 à 2005, 60 % des surfaces de prairies relèvent d’exploitations où elles représentent plus de 75 % de la surface agricole. Ce taux était de 57 % en 1988 et de 54 % en 1979. Inversement, depuis 2000, 36 % de la SAU (Surface agricole utile) sont des exploitations où moins de 15 % du sol est en prairies (ces exploitations concernaient 30 % de la SAU en 1988 et seulement 15 % en 1979). Ceci montre l'emprise croissante des systèmes intensifs et d'élevage hors-sol.
Les systèmes pastoraux (1,8 million d'hectares en 2005) sont tous situés en altitude ou dans des régions sèches et pauvres, ainsi que dans quelques zones humides.

## Aspects juridiques
Dans certains pays, pour des raisons de protection de l'eau, des sols et de la biodiversité, et parce qu'elles sont des puits de carbone, les prairies anciennes ou prairies permanentes font l'objet de protection ou d'interdiction de retournement.

En Europe, une proposition faite en 2012 dans le cadre de la préparation de la nouvelle PAC est de reconnaitre les prairies comme  « zones d’intérêt écologique ». En France le bocage peut être protégé au titre de la loi paysage, et certaines espèces très dépendantes des mares de prairies sont protégées (tritons par exemple, crapauds et grenouilles, sauf pour 2 espèces qui ne sont que partiellement protégées).
Les prairies agricoles sont souvent bien moins diversifiées que les prairies sauvages, mais certaines prairies de fauche ou prairies permanentes humides ont conservé une biodiversité élevée. 
En Europe et donc en France, dans le cadre de l'écoéligibilité de la nouvelle Politique agricole commune (PAC), les prairies permanentes, ainsi que quelques autres éléments paysagers semi-naturels d'intérêt agroécologique et écologique (ex : bandes enherbées, lisières bords de mares, bocage, arbres groupés..) sont éligibles au dispositif des « surfaces équivalentes topographiques ».